# Gianduja

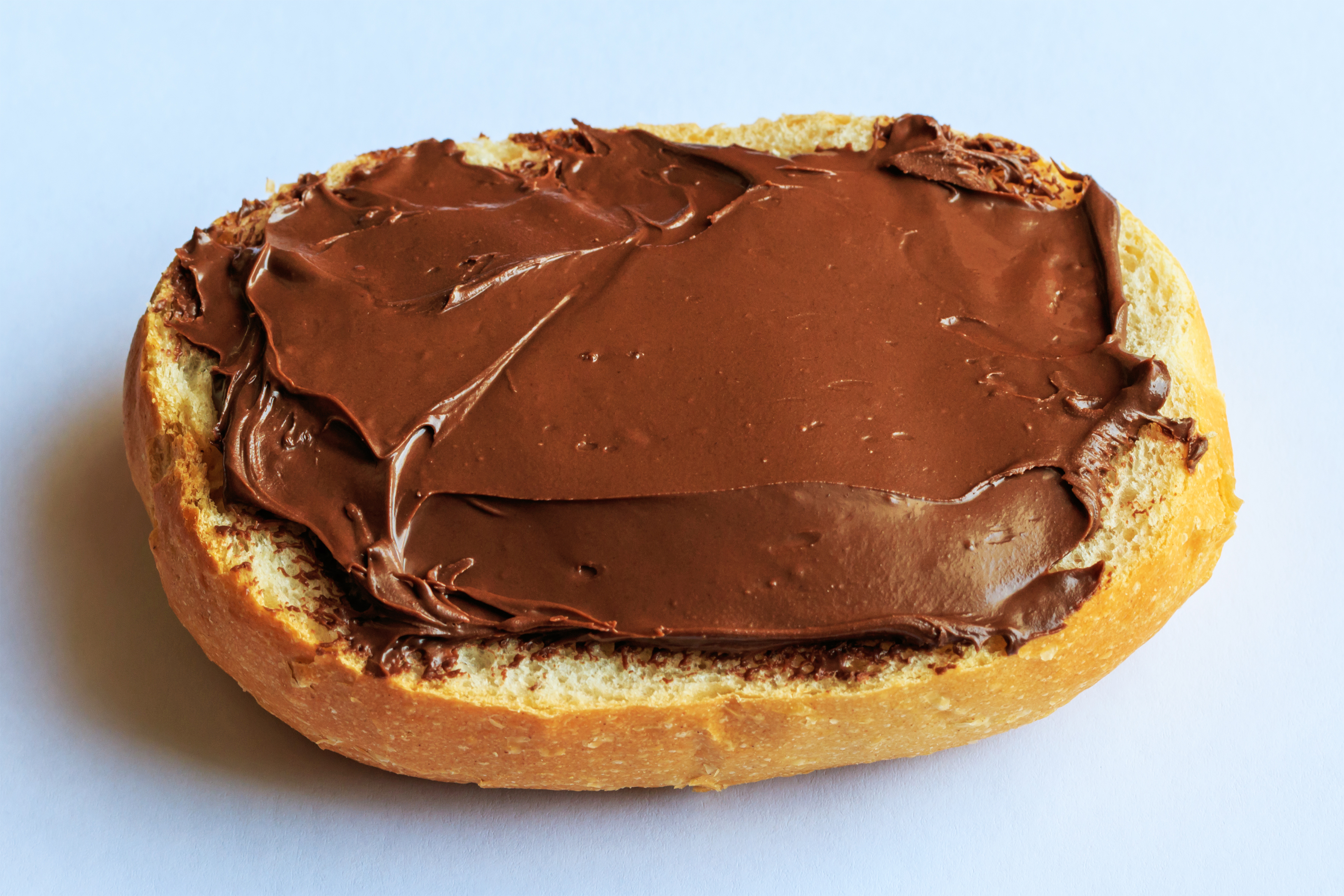
Gianduja.

Gianduja är en konfektyrprodukt baserad på kakao, kakaosmör, socker och hasselnötter från Piemonte i Italien. 
Dess ursprung går tillbaka till 1806 och tillskrivs maestri cioccolatieri (chocolatier, chokladmästare, konditor specialiserad på choklad) i Turin som sökte efter sätt att dryga ut chokladmassan vid chokladtillverkning. Piemonte var vid tiden under franskt styre och Napoleon I införde år 1806 det så kallade kontinentalsystemet, en blockad mot import från Storbritannien och dess kolonier till det kontinentala Europa. Priset på kakao sköt i höjden och produkten blev allt svårare att hitta. Det var viktigt för chokladtillverkarna att fortsätta kunna hålla hög kvalitet på produkterna, samtidigt som de måste hålla nere kostnaderna på grund av prisstegringarna. Därför började en del konditorer ersätta en del av kakao med hasselnötskräm, gjorda på de erkänt utmärkta runda hasselnötterna från kullarna i området Langhe i nedre Piemonte (kända idag som Tonda Gentile delle Langhe eller Nocciola Piemonte). Resultatet blev en delikat smak som tillfredsställde även de mest kräsna konnässörerna.
1852 optimerades kompositionen av chokladmästarna Michele Prochet och Caffarel, som rostade hasselnötterna innan de finhackade dem. De öppnade en chokladfabrik i Turin som blev mycket känd. Från denna blandning föddes gianduiotto-choklad 1865. Den såldes för första gången till allmänheten under karnevalen av Turins karnevalskung, Gianduia (tillika en av karaktärerna i italiensk commedia dell'arte), och fick ge namn åt produkten. Gianduiotto blev snabbt en enorm framgång och producerades i stora mängder.
Gianduja äts idag som praliner eller används som fyllning i olika produkter och bakverk. Nougatpålägget Nutella har sitt ursprung i gianduja och produktens föregångare kallades Giandujot som var en sorts giandujapasta.